# A+P
地址加端口（Address plus Port，简称 A+P）共享方案是一个具有实验性质，用以疏解IPv4地址枯竭问题的方案。通过这个方案，互联网服务供应商可以在不使用有状态电信级NAT的情况下，让多个用户共享同一个IPv4地址。此方案在多个将IPv4过渡至IPv6的技术中得到了应用，例如轻量级4over6、4rd、MAP-E以及MAP-T。

## 工作原理

A+P example

A+P方案中，用户将会从运营商端获取一个（可能与其它用户共享的）IPv4地址，以及可用的端口范围（Port range）。
A+P中的架构有三大组成部分：网络地址转换（NAT）、信号发送（Signalling）、以及封装/解封（Encapsulation/Decapsulation）。其中信号发送会将A+P相关的配置信息发送给支持A+P的终端。由于运营商网络中的原有中间设备无法将IP地址相同，但端口范围不相同的A+P数据包路由至不同的用户端，因此需要利用封装/解封机制来建立一个网络隧道，以允许这些中间设备能够正确地路由相关的数据包。以MAP为例，IPv4数据包会通过IPv4-in-IPv6（IPv4经IPv6）隧道发送给运营商。
NAT在A+P中扮演了主要角色，功能上A+P NAT与传统NAT相近，两者之间的差别在于A+P NAT无法将内部网络中的IP地址:端口组合映射至公网IP地址上的任意端口，只能映射至其中一个可用端口。NAT负责为不支持A+P的主机提供向后兼容性，这样以来，内部网络中的主机便无需特意修改亦可保持正常运行。
最终呈现的结果是，多个用户将共享同一个IPv4地址，同时每个用户发送的数据包都只存在于一定的端口范围内，每个用户都拥有不同的端口范围。

## 对比电信级NAT
传统的运营商网络往往会将一个IP地址分配给用户。当存在一个目标地址为用户IPv4地址的IP报文时，运营商的网络设施会将之路由至用户所在地的路由器上。反之，当用户需要将IPv4报文发送至其它终端时，运营商的网络同样会将其路由至IPv4互联网上。然而，由于近年来IPv4地址枯竭问题日益严重，而IPv6部署进度缓慢，许多运营商部署了电信级NAT以满足用户群体对互联网服务的需求。
电信级NAT的最大弊端在于其对端对端原则的损坏，使得存在于IPv4网络上的两台主机无法直接对话，电信级NAT背后的主机仅仅可以与拥有公网IPv4地址的服务器通信，导致互联网向中心化发展。此外，倘若运营商将电信级NAT部署于大型网络之中，用户的互联网使用体验亦会受到一定程度的负面影响，如网速、延迟等。电信级NAT天生具备的有状态性也导致了其不易扩展，且容易成为网络中的单点故障。
相比电信级NAT，A+P方案因为自身的无状态本质，拥有一定程度的可扩展性，也允许了运营商部署冗余设备以提升网络可靠度。此外，由于A+P方案中的用户端实际上是拥有公网IPv4地址的，只是可使用的端口存在一定限制，其对端对端原则的影响小于电信级NAT。
尽管如此，A+P方案需要软件层的支持，而电信级NAT不需要，因此相对于A+P更为容易部署。

## MAP
地址兼端口映射（Mapping of Address and Port，简称MAP）是一系列基于A+P思路的IPv6过渡机制。该机制使用了IPv6地址中的部分位元，用以储存IPv4地址以及端口范围等信息，又将来自用户的IPv4数据包封装或翻译成IPv6数据包，以便将其发送至运营商的边界中继（Border Relay），从而进入IPv4互联网内。